# Тверской радиотелецентр РТРС
Тверской областной радиотелевизионный передающий центр (филиал РТРС «Тверской ОРТПЦ») — подразделение Российской телевизионной и радиовещательной сети (РТРС), основной оператор цифрового эфирного и аналогового эфирного теле- и радиовещания Тверской области. Филиал обеспечивает 99,8 % населения Тверской области 20-ю бесплатными цифровыми эфирными телеканалами: Первый канал, Россия-1, Матч ТВ, НТВ, Пятый канал, Россия К, Россия 24, Карусель (телеканал), Общественное телевидение России, ТВ Центр, Рен-ТВ, Спас, СТС, Домашний, ТВ-3, Пятница, Звезда, Мир, ТНТ, Муз-ТВ.

## История
28 декабря 1954 года в Калинине (Твери) впервые вышел в эфир телевизионный передатчик.
1 марта 1955 года государственная комиссия ввела в эксплуатацию телецентр в Калинине. Калининская ретрансляционная станция первой в СССР начала в полном объеме регулярные передачи первой программы Центрального телевидения (ЦТ).
Телецентр также первым использовал кабельную коаксиальную магистраль междугородной передачи телевизионной программы.
С конца 1950-х годов в городах и малых населенных пунктах области строились объекты для трансляции центральных и местных телерадиопрограмм. В 1968 году Министерство связи СССР постановило построить в Калининской (Тверской) области собственный радиовещательный передатчик. В сентябре 1969 года началась регулярная трансляция центральных и областных радиопрограмм в диапазоне средних волн.
В 1969 году Калининский телецентр модернизировал свое оборудование.
В то же время Министерство связи СССР и Калининский облисполком рассматривали вопрос о многопрограммном телевидении в городе, ввести которое было невозможно при действующей телемачте высотой 64 м и планируемых мощностях. Поэтому было решено построить новую радиотелевизионную передающую станцию в Андрианово Калининской области, которую ввели в эксплуатацию в 1973 году.
В 1999—2000-х годах на телевизионных станциях региона были смонтированы твердотельные УКВ ЧМ-передатчики. Они начали регулярную трансляцию центральных и областных программ радио. Эта сеть позволила практически по всей области перейти с проводного радиовещания на эфирное.
В 2001 году Тверской областной радиотелевизионный центр стал филиалом только что созданной Российской телевизионной и радиовещательной сети (РТРС). В 2003 году приступили к монтажу земной спутниковой станции в здании ГТРК «Тверь».
1 июля 2003 года весь комплекс областной спутниковой цифровой телекоммуникационной сети начал круглосуточную работу. Он обеспечил трансляцию телерадиопрограмм "РТР + ГТРК «Тверь», "Радио России + ГТРК «Тверь» и «Юность».
5 августа 2007 года на тверском филиале РТРС было запущено цифровое вещание в стандарте DVB-T. Трансляция велась с помощью передатчика мощностью 500 Вт, произведенного компанией «НПП Триада-ТВ».

## Деятельность в наши дни
Филиал начал строительство объектов вещания первого мультиплекса в 2011 году и завершил его 23 октября 2014 года. В 2016 году филиал завершил строительство сети вещания второго мультиплекса. Трансляция 20 телеканалов первого и второго мультиплексов ведется в формате 16:9.
Вещание региональных телеканалов в цифровом эфире федеральных началось в ноябре 2017 года.
В апреле 2018 года сеть Радио России была полностью переведена в FM-диапазон. Она включает 22 объекта вещания.
17 декабря 2014 года тверской филиал начал трансляцию второго мультиплекса в Вышнем Волочке. Он стал первым городом Тверской области после Твери, где стартовала трансляция телеканалов второго мультиплекса. Запуск сети второго мультиплекса завершился 9 ноября 2018 года. Тверская область стала пилотным регионом, где в полном объеме начали работу оба мультиплекса.
3 декабря 2018 года Тверская область стала первым регионом России, отключившим аналоговое телевещание федеральных телеканалов. В 9:15 ведущий ГТРК «Тверь» в прямом эфире попрощался с аналоговым телевидением. В течение 40 минут специалисты РТРС выключили 70 аналоговых передатчиков региона из 100. В следующие несколько часов были выключены все остальные.

## Организация вещания
Инфраструктура эфирного телерадиовещания тверского филиала РТРС включает:
- областной радиотелецентр;
- производственное подразделение;
- центр формирования мультиплексов;
- 44 передающих станции;
- 43 антенно-мачтовых сооружения (АМС);
- 187 приемных земных спутниковых станций[22].